# Augustin Chantrel
Augustin Chantrel (Mers-les-Bains, 11 de novembre de 1906 - 4 de setembre de 1956) fou un futbolista francès de la dècada de 1930.
Fou 15 cops internacional amb la selecció francesa de futbol, amb la qual disputà la Copa del Món de futbol de 1930. També participà en els Jocs Olímpics de 1928.
Pel que fa a clubs, defensà els colors del Paris Université Club (PUC), Red Star Olympique, Amiens SC i novament Red Star.
També fou entrenador d'aquest darrer club, fent parella amb Guillermo Stábile.